# Очо-Риос
О́чо-Ри́ос (англ. Ocho Rios, исп. Ocho Ríos — «восемь рек»; сокращённое название Oчи, Ochie) — город на северном побережье Ямайки, в округе Сейнт-Энн. Население подвержено колебаниям в зависимости от туристического сезона и, по разным подсчётам, составляет от 8 до 16 тыс. человек.
Большую часть своей истории Очо-Риос был небольшой рыбацкой деревней, пока с развитием туризма не превратился в популярный центр дайвинга, водного спорта и пляжного отдыха; здесь часто останавливаются круизные лайнеры. Очо-Риос входит в число крупнейших туристических центров Ямайки. Среди знаменитостей, избравших город постоянным местом отдыха, — Донна Саммер и Кит Ричардс.
Из природных объектов рядом с Очо-Риос примечательны водопады Даннс-Ривер, стекающие прямо в Карибское море.

## Города-побратимы
- Даллас
- Окленд (Калифорния)